# クレイジーラブ/愛のランナー
「クレイジーラブ／愛のランナー」は、堀ちえみの12枚目のシングル。両A面シングル仕様で、1984年10月17日にキャニオン・レコードよりリリースされた（規格品番はEP：7A0430）。

## 概要
本作は、オリコン・シングルチャートにおいて堀のシングルとしては最高順位となる週間2位となり、当時最大のヒットシングルであった『さよならの物語』（18.7万枚。オリコン最高位は8位）に次ぐセールス（16.3万枚）を記録している。さらに、TBSテレビ系『ザ・ベストテン』及び日本テレビ系列『ザ・トップテン』では通算8曲目のランクインを果たし、両番組とも自身最高となる3位迄上昇した。
「クレイジーラブ」が『ザ・ベストテン』にランクインした際の歌唱シーンにおいては、雷鳴の効果音が使用された土砂降りの中で歌うという演出がなされた。
「愛のランナー」は、堀自身が出演した花王 ″エッセンシャルシャンプー″ CF曲として使用された。

## 収録曲
1. クレイジーラブ
作詞：三浦徳子／作曲：芹澤廣明／編曲：萩田光雄
2. 愛のランナー
作詞：三浦徳子／作曲・編曲：福岡ゆたか